# Véghelyi Péter
Véghelyi Péter, 1917-ig Veigelsberg, 1917–1931 között Véghelyi-Veigelsberg (Budapest, 1908. augusztus 18. – Budapest, 1986. december 22.) orvos, gyermekgyógyász, az orvostudományok doktora (1958), műgyűjtő. Veigelsberg Leó hírlapíró, főszerkesztő unokája és Ignotus Hugó író, irodalomtörténész unokaöccse.

## Élete
Véghelyi-Veigelsberg Győző (1875–1958) ügyvéd, a Nyugat jogtanácsosa és Stein Margit (1882–1940) gyermekeként született izraelita családban. Középiskolai tanulmányait a budapesti Piarista Gimnáziumban végezte. Oklevelét a Pázmány Péter Tudományegyetemen szerezte 1933-ban, majd a budapesti I. sz. Gyermekklinika munkatársaként dolgozott haláláig. 1946-ban egyetemi magántanárrá habilitálták, munkájának címe a Paraziták előidézte gyermekbetegségek kór- és gyógytana volt. Tudományos munkásságának tárgya kezdetben a parazitológia volt, 1936 és 1941 között tizenkét közleménye jelent meg ebben a témakörben. A második világháború után az éhezéssel kapcsolatos sorvadásokkal foglalkozott. Kidolgozott egy olyan módszert, amellyel életveszélyes állapotban levő gyermekeket lehetett megmenteni. Foglalkozott a születés előtti állapot kérdéseivel is. 1947–49-ben szerkesztette a Paediatrica Danubiana, 1951 és 1986 között az Acta Paediatrica Hungarica című folyóiratot. 1958-ban a hibernációval kapcsolatos tudományos munkájáért megkapta kandidátusi fokozatát. 1966-tól 1982-ig a Magyar Gyermekgyógyász Társaság elnöke volt. Részt vett többnyelvű orvosi szótárak szerkesztésében. Több mint 200 közleménye jelent meg itthon és külföldön. 
Első házastársa Fenyő Miksa és Schöffer Aranka lánya, Fenyő Anna Mária volt, akivel 1935. augusztus 10-én Budapesten kötött házasságot, ám négy évvel később elváltak. Második felesége Brettfeld Adrienne (1922–1986) volt.
Gazdag műgyűjteménye volt, melynek részét képezték többek között Aristide Maillol és Joan Miró rajzai, illetve Marc Chagall és Henry Moore grafikái. 1985-ben létrehozta feleségével a XX. Századi Alapítványt a Szépművészeti Múzeum modern gyűjteményeinek gazdagítása céljából.

## Főbb művei
- A mesterséges hibernatio (Budapest, 1959)
- Gyermekgyógyászati vademecum (szerk., Budapest, 1975)
- Perinatal medicina 1-2. (szerk. társszerkesztőkkel, Budapest, 1978)

## Díjai, elismerései
- Munka Érdemrend arany fokozata (1978)
- Schöpf-Mérei Ágost-emlékérem (1982)